# 蒲台群島

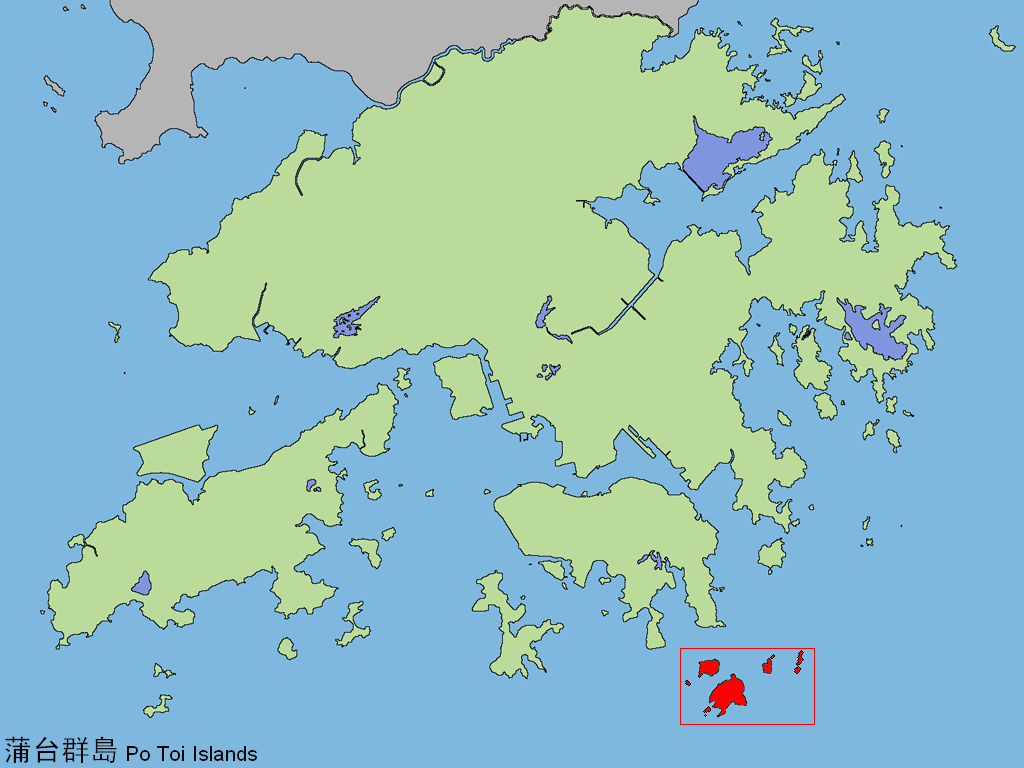
香港に蒲台群島の位置

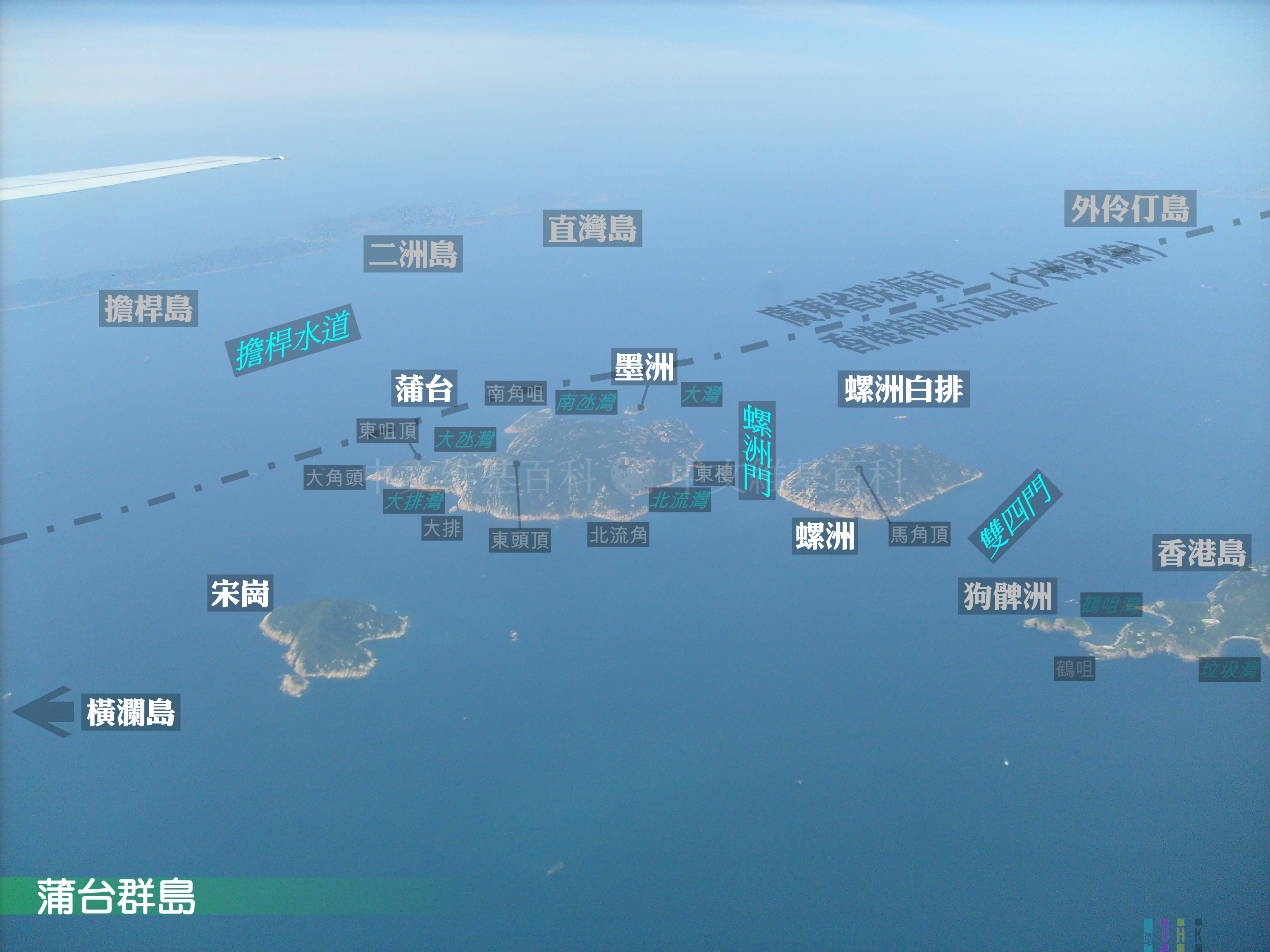
蒲台群島の眺め（カメラ方向の西南へ）

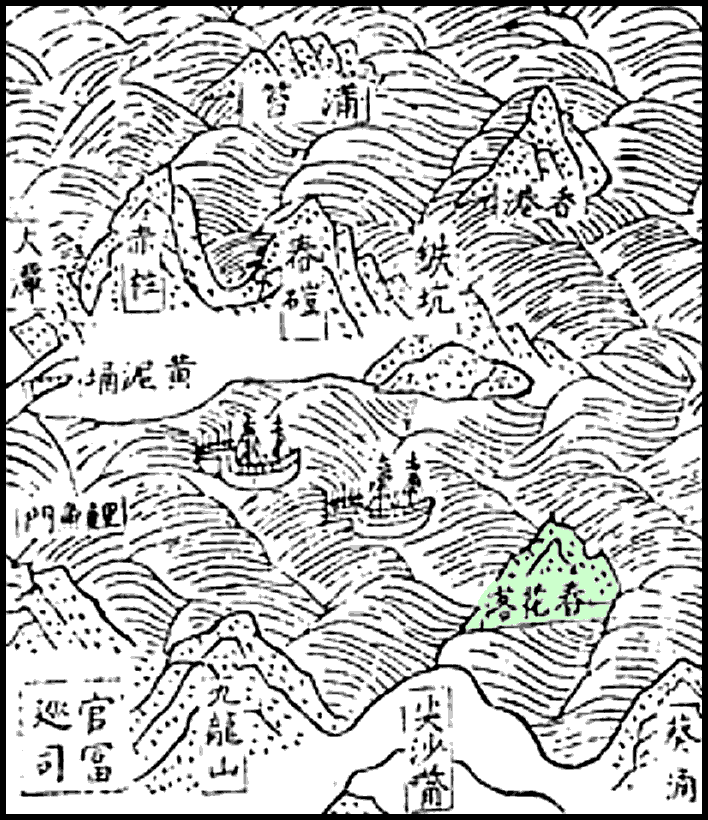
明朝の《粤大記》に蒲笞（蒲台）という地方が載った

蒲台群島（ポタイぐんとう、英語: Po Toi Islands）は、香港の最南東端にある群島である。香港島石澳の南東に位置し、離島区に属する。蒲台島、螺洲、螺洲白排、宋崗、横瀾島、墨洲及び墨洲排の島々を含んでいる。蒲台島以外は無人島である。